# Csanádi György (közlekedéspolitikus)
Csanádi György (Laibach, 1905. július 28. – Budapest, 1974. április 27.) Kossuth- és állami díjas közlekedéspolitikus, vasútépítő mérnök, közlekedésmérnök, közgazdász, egyetemi tanár, a műszaki tudományok doktora, a Magyar Tudományos Akadémia rendes tagja. 1956-ban, majd 1963-tól 1974-ig Magyarország közlekedésügyi minisztere volt.

## Életútja
A budapesti József Műegyetemet 1927-ben végezte el gépészmérnöki képesítéssel. 1927 után a műegyetemen oktatott tanársegédként, majd 1929-ben közgazdászi oklevelet is szerzett. 1929-ben a Magyar Királyi Államvasutak (MÁV) kaposvári igazgatóságánál helyezkedett el, ahol 1944-ig pályafenntartási és pályaépítési mérnökként tevékenykedett. 1941 után hadapród-őrmesteri rangban a dombóvári vasúti felépítményi századnál teljesített katonai szolgálatot.
1945-ben rövid ideig a MÁV központi üzemi bizottságának elnöke lett, csakhamar azonban a MÁV pécsi üzletigazgatójává nevezték ki. 1947-ben megbízták a közlekedésügyi minisztérium vasúti műszaki főosztályának vezetésével. Két év elteltével, 1949-ben elfogadta a felkérést a MÁV vezérigazgatói székére. Az 1956-os forradalomig vezette az állami vasúti vállalatot, akkor csatlakozott a Nagy Imre-kormányhoz, és október 29–31-én a közlekedési és postaügyi miniszteri tárcát vezette. A forradalom leverését követően is a helyén maradhatott, és 1956. november 12-étől 1957. május 17-éig a Kádár-kormány közlekedés- és postaügyi kormánybiztosaként (1957 márciusa után megbízott miniszterként) tevékenykedett. Ezt követően 1963-ig a közlekedés- és postaügyi miniszter első helyettese volt, időközben 1962–1963-ban ismét a MÁV vezérigazgatói posztján irányította az állami vasúttársaság munkáját. 1963. december 7-én közlekedés- és postaügyi miniszterré nevezték ki, s haláláig, 1974-ig látta el ezt a közfeladatot.
Szakpolitikusi pályafutásával párhuzamosan tudományos-egyetemi karrierjét is építette. 1951-től 1963-ig volt a Budapesti Műszaki Egyetem – 1955 után Építőipari és Közlekedési Műszaki Egyetem – vasútépítési és vasútüzemtani tanszékének tanszékvezető egyetemi tanára. 1952-ben a műszaki tudományok kandidátusa, 1955-ben doktora lett.

## Munkássága
Vasútépítő mérnöki munkássága homlokterében a vasúti üzemtan közgazdasági és műszaki problémái álltak. Közlekedésmérnöki és közlekedéspolitikusi pályája során jelentősen hozzájárult a nagy teljesítőképességű magyarországi vasúti hálózat 1945 utáni újjáépítéséhez és fejlesztéséhez, a vasúti pályafenntartás korszerűsítéséhez, a villamos- és dízelüzemű mozdony- és vasútikocsi-park megteremtéséhez. Közlekedési miniszterként 1968-ban terjesztette be átfogó közlekedéspolitikai koncepcióját, amely a fennálló tervgazdasági kereteken belül a teljes közlekedési vertikum átszervezését, a vasúti és közúti teher- és személyforgalom közötti munkamegosztását gazdasági racionalizálását célozta meg.
Nevéhez fűződik a vasútiüzemtan-oktatás bevezetése a mérnökképzésbe, az okleveles közlekedési mérnökök képzésének elindítása, valamint a MÁV-on belüli Vasúti Tudományos Intézet (Vatuki, ma MÁV Fejlesztési és Kísérleti Intézet) 1951-es megalapítása.

### Társasági tagságai és elismerései
Tudományos eredményei elismeréseként 1958-ban a Magyar Tudományos Akadémia levelező, 1970-ben pedig rendes tagjává választották. 1958-tól látta el az Akadémia közlekedéstudományi főbizottságának elnöki tisztét. 1951-től a Közlekedéstudományi Egyesület elnöke volt, valamint elnökként irányította a Műszaki és Természettudományi Egyesületek Szövetségének (MTESZ) munkáját is.  1970-ben a drezdai Közlekedéstudományi Főiskola, 1974-ben a Moszkvai Állami Vasúti Mérnöki Egyetem díszdoktorává avatták.
Közlekedéstudomány munkásságáért 1956-ban megkapta a Kossuth-díj harmadik fokozatát. Ugyancsak a közlekedéstudomány elméletének fejlesztéséért 1973-ban az Állami Díj első fokozatát vehette át. 1969-ben a finn Oroszlán Érdemrend nagykeresztjét vehette át. Emellett díjazottja volt a Köztársasági Elnök Elismerésének Ezüst Koszorúja elismerésnek (1948), a Magyar Népköztársasági Érdemérem arany fokozatának (1950), a Magyar Népköztársasági Érdemrend ötödik fokozatának (1951), a Munka Vörös Zászló Érdemrendjének (1954), a Munka Érdemrend arany fokozatának (1965, 1970) és a Felszabadulási Jubileumi Emlékéremnek (1970).

## Főbb művei
- Vasúti üzem: Egyetemi tankönyv. Budapest: Tankönyvkiadó. 1954.
- Az arányos fejlődés törvényének érvényesítése közlekedésünkben.  Magyar Tudományos Akadémia Műszaki Tudományok Osztályának Közleményei,   (1959)   327–363. o.
- A közlekedéstudomány, a közlekedéspolitika és a gyakorlati közlekedés összefüggései a szocialista és a tőkés társadalmi-gazdasági rendszerben. Budapest: Akadémiai ny. 1960.
- Közlekedéspolitika. Budapest: Tankönyvkiadó. 1963.
- Vasúti üzem sajátos gazdasági kérdései. Budapest: Tankönyvkiadó. 1970.   (Kecskés Sándorral)